# 天运 (林爽文)
天运（1786年十一月）为中国清朝时期台湾起事者林爽文的年号，前后共1个月。

## 公元纪年对照
| 天运 | 元年   |
| ---- | ------ |
| 公元 | 1786年 |
| 干支 | 丙午   |

## 同期存在的其他政权年号
- 中國
  - 乾隆（1736年1795年）：清朝—清高宗弘曆之年号
- 越南
  - 景興（1740年－1787年）：后黎朝—黎显宗黎维祧之年号
  - 泰德（1778年－1788年）：西山朝—归仁阮文岳之年号
- 日本
  - 天明（1781年－1789年）：光格天皇之年號

## 參看
- 台灣年號列表、中国年号索引
- 其他时期使用的天运年号